# Viercontinentenkampioenschappen schaatsen 2024
De Viercontinentenkampioenschappen schaatsen 2024 voor mannen en vrouwen vonden van 20 tot en met 22 januari 2024 plaats op het Utah Olympic Oval te Quebec, Canada.
Het was de vierde keer dat er equivalent aan de Europese kampioenschappen door de ISU ook een kampioenschap voor de overige continenten werd gehouden. Er werden titels en medailles vergeven op zeven onderdelen bij zowel de mannen als de vrouwen, vijf individueel en twee in teamverband.

## Programma
| Vrijdag 20 januari                                  | Zaterdag 21 januari                       | Zondag 22 januari                                                                                     |
| --------------------------------------------------- | ----------------------------------------- | --- |
| 1500 m (m) 1500 m (v) Teamsprint (v) Teamsprint (m) | 500 m (v) 500 m (m) 3000 m (v) 5000 m (m) | 1000 m (v) 1000 m (m) Ploegenachtervolging (v) Ploegenachtervolging (m) Massastart (v) Massastart (m) |

## Medailles

### Mannen
| Afstand              | Goud                                                            | Zilver                                                       | Brons                                             |
| -------------------- | --------------------------------------------------------------- | ------------------------------------------------------------ | ------------------------------------------------- |
| 500 m                | Laurent Dubreuil                                                | Wataru Morishige                                             | Tatsuya Shinhama                                  |
| 1000 m               | Jordan Stolz                                                    | Taiyo Nonomura                                               | Tatsuya Shinhama                                  |
| 1500 m               | Connor Howe                                                     | Emery Lehman                                                 | Ryota Kojima                                      |
| 5000 m               | Casey Dawson                                                    | Graeme Fish                                                  | Ted-Jan Bloemen                                   |
| Massastart           | Chung Jae-won                                                   | Shomu Sasaki                                                 | Antoine Gélinas-Beaulieu                          |
| Teamsprint           | Canada Laurent Dubreuil Antoine Gélinas-Beaulieu Anders Johnson | Kazachstan Artur Galiyev Nikita Vazhenin Altaj Zjardembekuly | Zuid-Korea Cho Sang-hyeok Kim Tae-yun Yang Ho-jun |
| Ploegenachtervolging | Verenigde Staten Ethan Cepuran Casey Dawson Emery Lehman        | Canada Antoine Gélinas-Beaulieu Connor Howe Hayden Mayeur    | Japan Seitaro Ichinohe Shomu Sasaki Riku Tsuchiya |

### Vrouwen
| Afstand              | Goud                                                     | Zilver                                                   | Brons                                                     |
| -------------------- | -------------------------------------------------------- | -------------------------------------------------------- | --------------------------------------------------------- |
| 500 m                | Erin Jackson                                             | Kimi Goetz                                               | Kim Min-sun                                               |
| 1000 m               | Miho Takagi                                              | Kimi Goetz                                               | Kim Min-sun                                               |
| 1500 m               | Miho Takagi                                              | Mia Manganello                                           | Greta Myers                                               |
| 3000 m               | Valérie Maltais                                          | Isabelle Weidemann                                       | Mia Manganello                                            |
| Massastart           | Ivanie Blondin                                           | Giorgia Birkeland                                        | Kyoko Nitta                                               |
| Ploegenachtervolging | Canada Ivanie Blondin Valérie Maltais Isabelle Weidemann | Japan Momoka Horikawa Sumire Kikuchi Yuna Onodera        | Verenigde Staten Giorgia Birkeland Greta Myers Anna Quinn |
| Teamsprint           | Japan Kurumi Inagawa Ayano Sato Miho Takagi              | Verenigde Staten Brittany Bowe Erin Jackson Sarah Warren | Canada Ivanie Blondin Carolina Hiller Maddison Pearman    |

### Medailleklassement
|        | Land             | Goud | Zilver | Brons | Totaal |
| ------ | ---------------- | ---- | ------ | ----- | ------ |
| 1      | Canada           | 6    | 3      | 3     | 12     |
| 2      | Verenigde Staten | 4    | 6      | 3     | 13     |
| 3      | Japan            | 3    | 4      | 5     | 12     |
| 4      | Zuid-Korea       | 1    | 0      | 3     | 4      |
| 5      | Kazachstan       | 0    | 1      | 0     | 1      |
| Totaal | Totaal           | 14   | 14     | 14    | 42     |

2020 Milwaukee · 
2021 Obihiro · 
2022 Calgary · 
2023 Quebec · 
2024 Salt Lake City · 
2025 Hachinohe · 
2026 Salt Lake City